# G4 Challenge

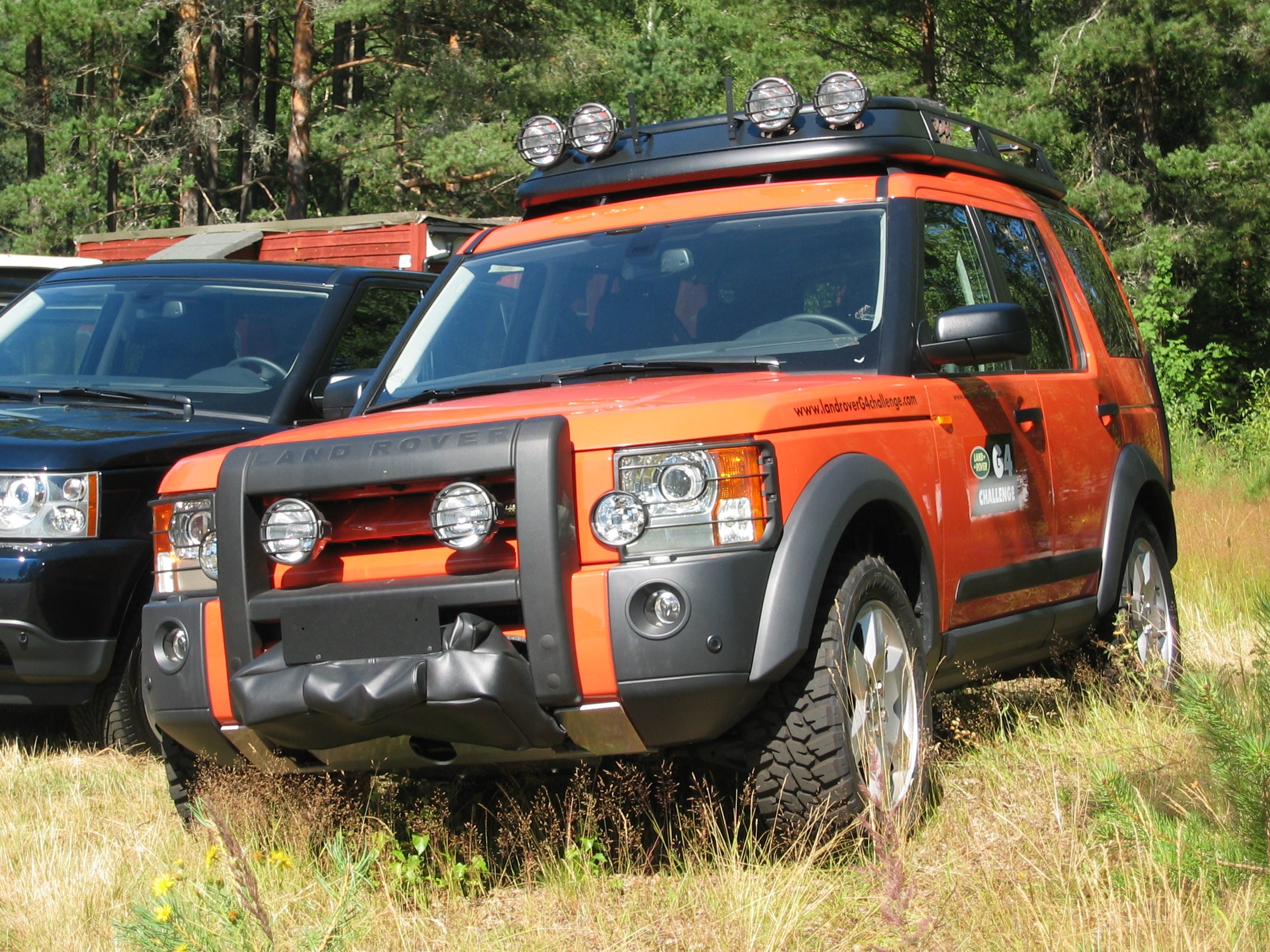
Una Discovery serie 3 allestita per il G4

Il G4 Challenge è una manifestazione sportiva organizzata dalla Land Rover per la prima volta nel 2003.
È stata organizzata anche nel 2006 e la terza nel 2009.
Si tratta di una manifestazione per chi ama l'avventura, con varie prove in fuoristrada ma anche mountain bike e altro.
Può essere considerata un continuo del Camel Trophy.
Viene utilizzata l'intera gamma di veicoli Land Rover, dal Range Rover Sport, al Freelander 2 e al Discovery 3, tutti nel colore "arancione Tangeri" ed equipaggiati presso il "Land Rover Vehicle Operations".

## Prima edizione
La prima edizione è stata disputata nel 2003.
Le Nazioni partecipanti sono state: Australia, Belgio e Lussemburgo, Canada, Francia, Germania, Giappone, Irlanda, Italia, Paesi Bassi, Regioni del Golfo, Russia, Spagna, Sudafrica, Turchia, Regno Unito ed USA.
Ad ogni concorrente è stata assegnata una diversa Land Rover per ogni fase della gara. La prima parte su una Freelander, da New York fino al Québec. Dopo un trasferimento aereo fino a Città del Capo, la seconda fase si è svolta con i Defender attraverso il Lesotho fino ai monti Drakensburg. Nella terza fase si è passati al Range Rover, da Sydney per attraversare l'Outback Australiano. Nella quarta, con le Discovery si sono affrontati i canyon tra Moab e Las Vegas sulle West Coast degli USA.

## Seconda edizione
La seconda edizione è stata disputata nel 2006 con equipaggi composti da uomini e donne provenienti da 18 nazioni:
Argentina, Australia, Belgio e Lussemburgo, Brasile, Cile e Costa Rica, Francia, Germania, Giappone, Grecia, Irlanda, Italia, Paesi Bassi, Regno Unito, Russia, Spagna, Sudafrica, Taiwan e Turchia. Le squadre erano formate da componenti di due nazioni.
L'edizione 2006 si è svolta in quattro tappe successive, iniziando nella città di Bangkok, proseguendo nell'Asia sudorientale e concludendosi in America Latina sugli altipiani della Bolivia. 
La vittoria è andata ad un solo concorrente, rappresentante una nazione.

## Terza edizione
Il Land Rover G4 Challenge del 2008/09 doveva avere squadre composte da uomini e donne di 18 diversi paesi. Prima del Challenge sarebbe stata fatta una selezione nazionale e internazionale. I concorrenti migliori, un uomo e una donna di ogni nazione, si sarebbero dovuti sfidare nel 2009 in Asia, concentrandosi sulla guida in fuoristrada combinata con lo sport. A causa della crisi economica Land Rover ha deciso di far finire anticipatamente la competizione per favorire la produzione di nuovi modelli.